# Mustafa Kučuković
Mustafa Kučuković (Bosanski Novi, 5 novembre 1986) è un ex calciatore tedesco, di origine bosniaca, di ruolo attaccante.

## Biografia
Il padre Nuni Kučuković lavorava da "scout" nell'Amburgo, attualmente è l'allenatore della sua ex squadra Buer.

## Carriera

### Club
Cresce nelle giovanili del Buer, nel 2001 passa alle giovanili dello Schalke 04, nel 2003 nelle giovanili del Bochum.
In seguito gioca due stagioni nell'Amburgo dove conta 14 presenze e un gol.
La stagione 2006-2007 la passa in prestito al Greuther Fürth contando 21 presenze e 2 gol.
Successivamente viene ceduto al Monaco 1860 dove conta 29 presenze e 4 gol.
Dopo l'esperienza al Monaco 1860 il 30 gennaio 2010 passa al Grenoble con cui firma un contratto fino a giugno 2012. Con questa maglia colleziona 5 presenze (6 contando la partita di Coupe de France contro il Vannes) finché il 1º aprile 2010 rescinde il suo contratto con la squadra francese.
Nel 2010 passa al SønderjyskE, club danese militante in Superligaen. Nell'estate 2011 torna in Germania all'Energie Cottbus ma dopo soli 6 mesi si trasferisce a Cipro per vestire la maglia dell'Olympiakos Nicosia.
Nel 2013 viene acquistato dall'Hansa Rostock dopo che il giocatore era rimasto fermo per quasi un anno a causa di un infortunio.
Lontano dai campi dalla stagione 2016/17, nel 2021 viene arrestato dalla polizia tedesca con l'accusa di aver venduto circa 300 kg di droga (250 tra marijuana e haschisch e 50 di cocaina).

### Nazionale
L'attaccante vanta 9 presenze e 4 reti con la Germania U-19, 5 presenze e 3 reti con la Germania U-20 e una presenza con la Germania U-21.